# Archivio delle tradizioni popolari della Maremma grossetana
L'Archivio delle tradizioni popolari della Maremma grossetana è un archivio etno-antropologico istituito nel 1979 dal comune di Grosseto, per iniziativa di Roberto Ferretti.
Nel 1993 l'archivio è diventato una sezione specializzata della Biblioteca comunale Chelliana di Grosseto, finché nel 2016 non ha assunto la forma di associazione culturale. L'archivio è stato realizzato per studiare, analizzare scientificamente e valorizzare i diversi aspetti della cultura popolare maremmana, e per conservarne la documentazione. Roberto Ferretti, che insieme ad Alfio Gianninoni, allora assessore alla cultura al Comune di Grosseto, è stato il principale artefice dell'archivio, aveva dato un contributo essenziale alla definizione di un progetto che non era solo culturale, ma anche sociale e politico, e che nello studio, la documentazione e il recupero delle tradizioni popolari vedeva un rovesciamento ideale delle condizioni dell'esistenza delle classi subalterne.

## Storia
A partire dagli anni sessanta, vari studiosi maremmani iniziarono ad occuparsi nei loro scritti del patrimonio della memoria e della cultura popolare (Aldo Mazzolai, Fenenna Bartolommei, Giovanni Battista Vicarelli, Pietro Fanciulli, Alfio Cavoli, Giuseppe Guerrini); ma si trattava di ricerche dal taglio letterario, che non valorizzavano la cultura popolare, e anzi "traducevano" secondo canoni "colti" la lingua e gli altri aspetti della cultura. Nel 1951, utilizzando il canale istituzionale del Provveditorato agli Studi di Grosseto, lo scrittore Luciano Bianciardi, allora direttore della biblioteca Chelliana, aveva rivolto un appello agli insegnanti della provincia per raccogliere leggende e tradizioni popolari. Le schede inviate dalle scuole che parteciparono all'iniziativa rimasero però inutilizzate all'interno dell'Ufficio cultura del comune di Grosseto per circa vent'anni, fino a quando l'allora assessore alla cultura Alfio Gianninoni non propose a Roberto Ferretti di utilizzarle per una pubblicazione che fu realizzata nel gennaio 1980.
Ferretti, già animatore del Circolo Culturale Popolare, aveva organizzato insieme a Gregorio Rossi e Piergiorgio Zotti nell'estate 1972 una mostra itinerante dal titolo Maremma segreta, che si prefiggeva di studiare e documentare gli aspetti della Maremma che negli anni del boom economico rischiavano di venire cancellati. Con questa iniziativa i tre intendevano avviare un'operazione didattica sulle leggende e sul patrimonio di tradizione orale del territorio. Negli anni successivi Ferretti approfondì lo studio del movimento giurisdavidico dell'Amiata, dando vita al convegno dal titolo "Protesta sociale e rinnovamento religioso. Davide Lazzaretti e il Monte Amiata", che si svolse a Roma i giorni 11, 12 e 13 maggio 1979. In questi anni in cui l'archivio ancora non esisteva ufficialmente, ma la cui struttura progettuale si andava definendo, Ferretti stringeva rapporti con le associazioni del territorio grossetano e amiatino, fra le quali i vari gruppi di ricerca e riproposizione della tradizione, come il Canzoniere etrusco, guidato da Morbello Vergari e Corrado Barontini. Con delibera del Consiglio comunale di Grosseto del 19 novembre 1979, infine, l'Archivio delle tradizioni popolari della Maremma grossetana venne ufficialmente istituito. Numerose furono le iniziative organizzate dall'archivio durante la direzione di Ferretti: la più importante fu sicuramente quella del "Maggio in piazza" (1979), organizzata in piazza Dante a Grosseto e in vari borghi della provincia, con lo scopo di studiare e fare conoscere la tradizione dei cantori del maggio.
Dopo la morte di Ferretti, avvenuta improvvisamente nel 1984, ad assumere la guida dell'archivio fu Pietro Clemente, coadiuvato da Piergiorgio Zotti e da Velio Abati. Nel marzo 1985 fu allestito un museo dell'archivio nei locali comunali di piazza della Palma. La seconda metà degli anni ottanta fu dedicata quasi esclusivamente alla ricerca per la realizzazione di questo "Museo della Maremma", che avrebbe dovuto avere sede definitiva nei locali dell'ex frantoio granducale di Alberese. Tuttavia, nonostante l'allestimento di una prima mostra, il progetto fu abbandonato nel 1988. Nel decennio successivo l'archivio è stato coordinato da Gabriella Pizzetti e da Nevia Grazzini. In questo periodo l'attività è stata indirizzata alla realizzazione di convegni e incontri di studio: si ricordano il convegno sulle «Feste di primavera fra memoria, tradizione e cambiamento», quello sulle «Fiabe, leggende e storie di paura. La narrativa orale nel fondo Roberto Ferretti» e infine «L'arte del dire. Convegno di studi sull'improvvisazione poetica nell'Italia centrale». In collaborazione con il comune di Cinigiano, l'archivio partecipò all'istituzione della Casa museo di Monticello Amiata.
Nel 1993, l'archivio fu acquisito dalla Biblioteca comunale Chelliana, andando a costituirne una sezione specializzata. Dal 1998 al 2015 Piergiorgio Zotti è stato coordinatore dell'archivio. Nel 1999, sotto la sua direzione, fu realizzata un'importante ricerca, in collaborazione con la Soprintendenza ai beni artistici e architettonici per le province di Siena e Grosseto, il Gruppo tradizioni popolari «Galli Silvestro» e il comune di Castiglione della Pescaia, sui mestieri e i saperi intorno al padule di Castiglione della Pescaia. Nel 2000 l'archivio promosse la ricerca sui "Veneti di Maremma", circa il fenomeno d'immigrazione in Maremma di coloni veneti che caratterizzò la prima metà del Novecento; nel 2001 fu realizzata al cassero senese delle mura di Grosseto una mostra dal titolo «L'invenzione della Maremma», che intendeva documentare l'immagine della Maremma nella letteratura di viaggio e nell'arte, fino alla creazione di un vero e proprio mito maremmano, di derivazione fuciniana, fatta di personaggi iconici, dai butteri ai briganti (Domenico Tiburzi, Damiano Menichetti, Enrico Stoppa), fino a personaggi storici come Giuseppe Garibaldi e Davide Lazzaretti; infine, nel 2004 venne organizzata la mostra sulle tecniche popolari di cura con le erbe dal titolo «Delle erbe e della magia».
Nel 2015, parte dell'archivio corrispondente al fondo Ferretti fu allestito in una mostra permanente all'interno del Museolab della città di Grosseto nel convento delle Clarisse. Nel 2016, in accordo con l'assessorato alla cultura, l'archivio si costituì come associazione culturale. L'associazione in data 3 maggio 2016 stipulò una convenzione con il Comune di Grosseto per la cura della collezione Ferretti presso il polo espositivo "Clarisse Arte", presso il convento di via Vinzaglio, e per la realizzazione delle visite guidate e dei laboratori didattici.

## Fondo Ferretti
Il fondo documentario dell'archivio delle tradizioni popolari della Maremma grossetana nasce con l'attività di ricerca svolta da Ferretti all'interno dell'amministrazione comunale di Grosseto, costituendo il nucleo originario dello stesso archivio. I documenti datano dal 1974 ad oggi. Il fondo, di cui è stata eseguita una schedatura ed è in corso la digitalizzazione, si compone di audiocassette, bobine audio e Vhs. Le diapositive sono state catalogate e riprodotte su supporto informatico (CD-ROM). Il fondo documentario si compone anche di stampe fotografiche in bianco e nero e a colori, degli articoli di Roberto Ferretti pubblicati fra il 1979 e il 1984 sul quotidiano La Nazione, dei disegni attraverso i quali lo stesso Ferretti usava definire e interpretare alcuni aspetti della cultura tradizionale di cui si occupava (ritratti di personaggi della memoria collettiva, ambientazioni, paesaggi, illustrazioni di "detti popolari", proverbi, stornelli).

## Amministrazione
| Nominativo         | Periodo | Periodo   | Carica               |
| Nominativo         | Inizio  | Fine      | Carica               |
| ------------------ | ------- | --------- | -------------------- |
| Roberto Ferretti   | 1979    | 1984      | Direttore, fondatore |
| Pietro Clemente    | 1985    | 1990      | Direttore            |
| Gabriella Pizzetti | 1990    | 1994      | Coordinatrice        |
| Nevia Grazzini     | 1994    | 1998      | Coordinatrice        |
| Piergiorgio Zotti  | 1998    | 2015      | Coordinatore         |
| Paolo Nardini      | 2015    | in carica | Coordinatore         |

1. ↑  Poi nominato presidente, ancora in carica al 2022.